# Paddy Ashdown
Lord Paddy Ashdown (Új-Delhi, Brit India, 1941. február 27. – Bristol, 2018. december 22.) brit politikus és a Liberális Demokraták egykori vezetője volt. 

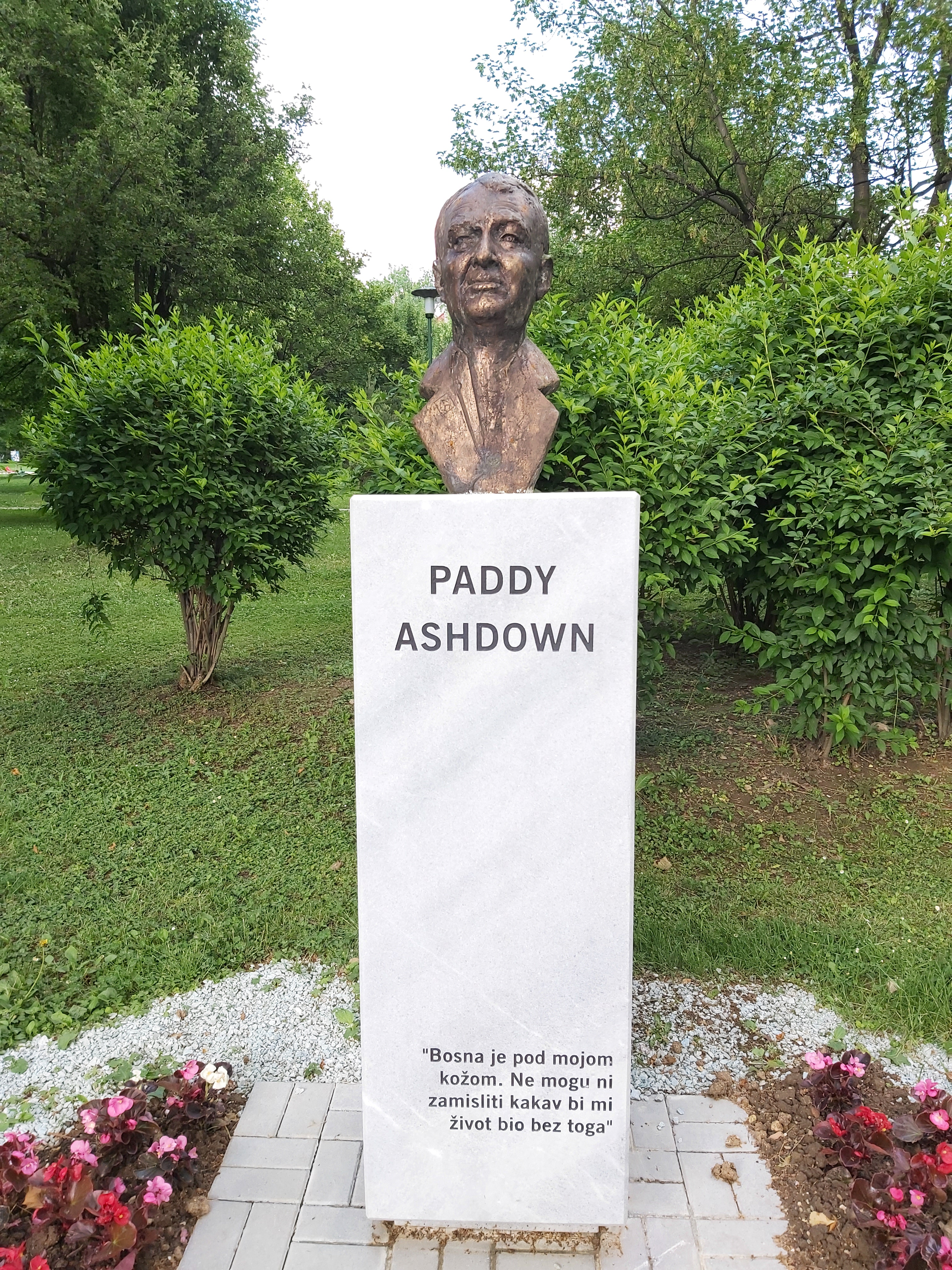
Paddy Ashdown mellszobra, Szarajevó

## Életpályája
1959 és 1972 között a brit királyi haditengerészetnél, majd annak különleges feladatokra kiképzett egységénél, az SBS-nél szolgált. 1962-ben vette feleségül Jane Courtenay-t. Gyermekük Simon Ashdown.
Paddy Ashdown nagy szerepet vállalt 1988-ban a brit Liberális Párt és a Szociáldemokrata Párt egyesülésében, amelyet követően létrejött a Liberális Demokraták pártja. A párt élén 1988 és 1999 között Paddy Ashdown állt.
Lord Ashdown 2002 és 2006 között a nemzetközi közösség bosznia-hercegovinai főképviselője volt. A vád egyik tanújaként szerepelt Slobodan Milošević néhai szerb államfő perében a hágai Nemzetközi Törvényszéken. A 2015-ös nagy-britanniai parlamenti választásokon ő irányította a Liberális Demokraták választási kampánycsoportját.
2018 őszén bejelentette, hogy rákbetegséggel kezelik. 77 éves korában érte a halál.

## Emlékezete
Szarajevóban mellszobor állításával örökítették meg az emlékét.